# Divisi
En terminología musical, divisi (abreviado «div.») es una instrucción para dividir una única sección de instrumentos en varias subsecciones de instrumentos. Esto se aplica generalmente a los violines de la sección de cuerdas de una orquesta, aunque las violas, violonchelos y contrabajos también pueden dividirse. Normalmente, la sección de las trompas incluye la división de secciones si las trompas 1/2 y/o 3/4 no tocan la misma música («a2»). Otros instrumentos de metal también pueden dividirse, pero no es tan frecuente como con la sección de alientos-madera. Los alientos madera —especialmente las flautas y clarinetes— también utilizan la instrucción divisi para dividir la música entre las partes e incluso la misma parte entre músicos distintos.